# Волтер
Франсоа-Мари Аруе (на френски: François-Marie Arouet), известен повече под псевдонима си Волтѐр (на френски: Voltaire), е френски писател и философ, символ на епохата на Просвещението.
Превърнал се в европейска знаменитост още приживе и ползващ се с голямо влияние сред европейския интелектуален елит на епохата, той е сред прототипите на интелектуалеца, отдаден на служба на истината, справедливостта и свободата на мисълта.
Водеща фигура на ранния либерализъм, Волтер е запомнен със своята непрестанна борба срещу религиозния фанатизъм и в подкрепа на прогреса и толерантността. В същото време той има деистични възгледи, а идеалът му за държавно управление представлява умерена и либерална монархия, просвещавана от „философите“. Той се ангажира лично със защитата на жертви на религиозната нетолерантност и произвола, привличайки вниманието на европейското обществено мнение към няколко такива случая, като тези с Жан Калас, Пиер-Пол Сирван, Жан-Франсоа дьо ла Бар, Томас Артур дьо Лали-Толендал.
От внушителното литературно наследство на Волтер днес най-популярни са неговите прозаични текстове – разказите и романите („Кандид или оптимизмът“ остава най-известното му произведение), „Философски писма“, „Философски речник“ и обширната му кореспонденция. Пиесите, епичната поезия и историческите съчинения, които го превръщат в един от най-известните френски писатели на 18 век, днес са загубили значението си. Репутацията на Волтер се дължи до голяма степен и на неговия стил, елегантен и прецизен, а често и изпълнен с хаплива ирония.
През целия си живот Волтер се стреми към близостта на високопоставените и блясъка на кралските дворове и не прикрива своето презрение към народа, но от друга страна не успява да избегне преследванията на властите, като прекарва известно време в затвора и дълги години в изгнание извън Париж и дори в чужбина. Волтер е любител на лукса и удоволствията на масата и добрия разговор, който смята, наред с театъра, за една от най-извисените форми на обществения живот. Отделящ внимание на материалното си състояние, което е гаранция за неговата свобода и независимост, той натрупва значително състояние в резултат на спекулативни операции и прекарва последните години от живота си в собствено имение, в което поддържа малък двор.
По време на Френската революция Волтер, наред със своя съперник Жан-Жак Русо, е смятан за един от нейните главни предшественици и през 1791 година става вторият човек след граф дьо Мирабо, погребан в парижкия Пантеон. През 19 век името му отново е в центъра на споровете между привърженици и противници на светската държава и общественото образование, но след утвърждаването на Третата република Волтер се смята за един от безспорните авторитети във френската културна история.

## Биография

### Семейство и ранни години (1694 – 1718)
Според официалните данни Франсоа-Мари Аруе е роден на 21 ноември 1694 година в Париж и е кръстен на следващия ден в църквата „Сент Андре дез Арк“.
Семейство Аруе произлиза от Сен Лу сюр Туе, село в северната част на Поату, където през XV-XVI век се занимават с табакчийство и търговия. Тази дейност донася богатство на Еленюс Аруе (1569 – 1625), който притежава сеньорията Пюи Тероа и търгува с други поземлени имения. Дядото на Волтер се премества в Париж през 1625 година и открива магазин за платове и коприна. Той се жени за дъщеря на богат търговец на платове и сам забогатява достатъчно, за да купи през 1675 година за сина си Франсоа, бащата на Волтер, поста на нотариус в „Шатле“ и свързаната с него благородническа титла, включвайки го в дребното благородничество на мантията.
Бащата на Волтер е пестелив и работлив, създава си солидни връзки и успява да увеличи още повече семейното състояние. На 7 юни 1683 година в църквата „Сен Жермен л'Оксероа“ той се жени за Мари-Маргьорит Домар (1661 – 1701), дъщеря на съдебен чиновник в Парламента, и двамата имат пет деца, три от които достигат до зряла възраст. През 1696 година Франсоа Аруе успява да препродаде поста си на нотариус и става приемчик на подправки в Сметната палата с титлата на кралски съветник.
Волтер губи майка си, когато е седемгодишен. По-големият му брат, Арман Аруе (1685 – 1745), адвокат в Парламента, който след това наследява баща си като приемчик на подправки, е активен участник в парижкото янсенистко движение и съпротивата срещу налагането на папската була Unigenitus. В края на живота си Франсоа Аруе пише: „Имам за синове двама глупаци – единият в проза, другият в стихове“. Арман Аруе умира без да се ожени и Волтер наследява цялото му имущество. Сестра им, Мари Аруе (1686 – 1726), единственият член на семейството, към когото Волтер изпитва привързаност, се жени за Пиер Франсоа Миньо, чиновник в Сметната палата, и става майка на абата Миньо, който поема грижата за тялото на Волтер след смъртта му, и на Мари-Луиз, която остава близка с Волтер до края на живота му.
В зряла възраст Волтер многократно заявява, че в действителност е роден на 20 февруари 1694 година в Шатне Малабри, където баща му притежава имението „Петит Розре“. Той също оспорва бащинството на Франсоа Аруе и е убеден, че истинският му баща е някой си Рокбрюн, „мускетар, офицер, писател и човек на духа“, тъй като Аруе е твърде обикновен човек. Според него кръщаването му в Париж е забавено, тъй като е роден извънбрачно, както и заради слабата надежда, че ще оцелее. Не е ясно доколко теорията за извънбрачното му раждане има друго основание, освен предпочитанието на Волтер към евентуална кръвна връзка с благородниците на шпагата.
Франсоа Аруе се опитва да даде на малкия си син добро образование, достойно за заложбите, които той показва от най-ранна възраст. За разлика от по-големия си брат, който учи в янсенистко училище, десетгодишният Франсоа-Мари е записан (срещу такса от 400, а след това 500 ливри годишно) в интерната на йезуитския колеж „Луи льо Гран“, най-престижното и скъпо училище в Париж, където учи в продължение на седем години. Йезуитите преподават латински, старогръцки и реторика, но основната им цел, съгласно програмата им „Рацио студиорум“, е да възпитават светски хора, запознавайки ги с обществените изкуства – важно място в живота на колежа заемат ораторските съревнования, пледоариите, поетичните конкурси и театъра. В края на всяка година се представя благотворителна театрална постановка, най-често на латински, като в сюжетите не присъстват любовни мотиви, а женските роли се играят от мъже.
Аруе е блестящ ученик, станал бързо известен с лекотата, с която съчинява стихове – първата му публикация е „Ода за света Жьонвиев“, отпечатана през 1709 година от йезуитите и разпространявана и извън колежа (за голямо неудоволствие на възрастния Волтер). От съвсем млад той свиква да говори като с равни със синовете на влиятелни личности и си създава ценни приятелски връзки, които се оказват много полезни за него през целия му живот. Сред приятелите му от колежа са бъдещите министри при Луе XV, братята Рьоне Луи и Марк Пиер д'Аржансон и бъдещият маршал на Франция херцог дьо Ришельо.
Макар да е много критичен към религията като цяло и към духовенството в частност, Волтер запазва през целия си живот силно уважение към своя учител йезуит Шарл Поре. През 1746 година той пише: Нищо няма да изтрие от сърцето ми спомена за отец Поре, който е еднакво скъп за всички, които са учили при него. Никой никога не е правил учението и добродетелта по-обични. Часовете на неговите уроци бяха за нас приятни часове. И ми се искав да беше прието в Париж, както в Атина, такива часове да могат да се посещават свободно – бих се връщал често, за да слушам. След забраната на Йезуитския орден във Франция през 1764 година, Волтер приютява в дома си във Ферне друг свой учител, Антоан Адам, който става негов капелан.
През тези години Франсоа-Мари Аруе става свидетел на последните години от управлението на Луи XIV и военните неуспехи от 1709 г., както и на ужасите от религиозните гонения. Отношението му към монарха е почтително и той е убеден, че просветените владетели са необходими за прогреса.
Аруе напуска колежа „Луе льо Гран“ през 1711 година, на седемнадесет години, и обявява на баща си, че иска да се занимава с литература, вместо да стане адвокат или съветник в Парламента (длъжност, заемането на която изисква значителни средства, които баща му е готов да му предостави). Въпреки съпротивата на баща си, той се записва в правно училище и започва да посещава Тампълското дружество, което събира в резиденцията на Филип дьо Вандом представители на висшата аристокрация, поети (като Гийом Амфри дьо Шолийо) и начетени епикурейци, известни със своето остроумие, либертинство и скептицизъм. Той е представен в дружеството още през 1708 година от своя кръстник, абата Франсоа дьо Шатоньоф. В тази атмосфера Аруе се самоубеждава, че е роден като голям аристократ либертин и няма нищо общо със семейството си и с простолюдието. Тук той развива и поетическите си умения, учейки се да пише стихове, които са „леки, бързи, хапливи, изпълнени с препратки към Античността, освободени до грубост, шегуващи се без задръжки с религията и монархията“.
Франсоа Аруе се опитва да откъсне сина си от тази среда, като го изпраща в Кан, а след това го поверява на брата на неговия кръстник, маркиз Пиер-Антоан дьо Шатоньоф, който е назначен за посланик в Хага и приема Франсоа-Мари Аруе като свой частен секретар. Не след дълго обаче, по Коледа на 1713 година, Франсоа-Мари е изгонен от службата си, както и от Съединените правинции, заради бурната си връзка с Олимп дю Ноайе, дъщеря на журналистката Ан-Маргьорит Пьоти дю Ноайе. В гнева си баща му обмисля да го изпрати в Америка, но в крайна сметка го изпраща на обучение при парижки магистрат. Малко по-късно Луи Юрбен Льофевр дьо Комартен, образован и много богат стар клиент на Франсоа Аруе, го убеждава да му изпрати сина си, за да провери поетичната му дарба. Така Франсоа-Мари е изпратен в замъка „Сент Анж“ край Фонтенбло, където прекарва времето си в четене, писане и слушане на разказите на домакина, които по-късно ще използва при написването на „Анриада“ и „Векът на Луи XIV“.
През 1715 година, когато започва епохата на Регентството, Аруе е на 21 години и се намира в лагера на противниците на регента Филип Орлеански. Той е поканен в замъка „Со“, където херцогинята на Мен, съпругата на узаконения извънбрачен син на Луи XIV Луи-Огюст дьо Бурбон, поддържа бляскав двор, превърнал се в най-активния център на опозицията срещу новото правителство. Аруе бързо се влива в тази среда и пише обидни стихове за любовните връзки на регента и неговата дъщеря херцогинята на Бери, която наскоро е родила извънбрачно дете.
На 4 май 1716 година Франсоа-Мари Аруе е интерниран от властите в Тюл в Лимузен. Баща му използва връзките си, за да убеди регента да замени Тюл с по-близкия до Париж Сюли сюр Лоар, където младият Аруе се настанява в замъка на херцога на Сюли, негов познат от Тампъл, който запълва времето си с балове, празненства и различни представления. С наближаването на зимата Аруе е помилван и подновява бурния си живот в „Сент Анж“ (Комартен също е противник на регента) и „Со“, възползвайки се от гостоприемството на богатите си покровители и удобствата на техните замъци. Броени седмици по-късно обаче той отново си създава проблеми – сприятелил се с някой си Борегар, таен информатор на полицията, той му споделя че е автор на нови сатирични стихове срещу регента и дъщеря му. На 16 май 1717 година е изпратен в Бастилията с летр дьо каше и остава затворен там в продължение на 11 месеца.

### Първи успехи и изгнание в Англия (1718 – 1729)
При излизането си от затвора, осъзнал, че до този момент е пропилявал времето и таланта си, Франсоа-Мари Аруе решава да поеме по нов път и да спечели известност в престижните литературни жанрове на епохата – трагедията и епичната поезия. За да скъса със своето минало и най-вече със семейството си и за да се отърве от фамилното си име с двусмислени и вулгарни конотации (Arouet се произнася като à rouer, „да се търкалям“), той си създава благозвучния псевдоним „Волтер“. Не е известно каква е основата на това име, като през годините са правени множество предположения – разместване на сричките от името на Ерво (градче до селото, откъдето произлиза рода Аруе), анаграма Аруе-младши (Arouet l.j., с преобразуване на липсващите в латинския букви: u във v и j в i), препратка към тосканския град Волтера (гвелфска република, бунтувала се срещу своите епископи) или малко имение, притежавано от майка му.
Премиерата на „Едип“ – трагедия, започната в затвора, която става първото произведение, подписано с псевдонима „Волтер“ – на 18 ноември 1718 година има огромен успех. Публиката оценява високо неговите стихове под формата на максими и непочтителните му алюзии към покойния крал и религията. С „Едип“ Волтер триумфира като светски поет в салони и замъци, той става близък приятел на семейството на Клод Луи Ектор дьо Вилар, гостувайки им често в двореца „Во льо Виконт“, както и любовник на госпожа Дьо Берниер, съпруга на висш служител в парламента на Руан.
След провала на втората си трагедия „Артемир“, Волтер отново постига успех през 1723 година с „Анриада“, епична поема в 4300 александрини с множество препратки към класическите образци – „Илиада“ на Омир и „Енеида“ на Вергилий, – която има за тема обсадата на Париж от Анри IV и изобразява идеалния владетел, поритвник на всеки фанатизъм. Разпродадена в 4 хиляди копия за няколко седмици, поемата е издавана 60 пъти, докато авторът е още жив. За своите съвременници Волтер задълго е преди всичко авторът на „Анриада“, „френският Вергилий“, авторът на първия френски национален епос.
През януари 1726 година Волтер е подложен на унижение, което ще бележи целия му по-нататъшен живот. В театъра „Комеди Франсез“ Ги-Огюст дьо Роан-Шабо, представител на една от най-видните благороднически фамилии на Франция, го пита подигравателно: „Господин Дьо Волтер, господин Аруе, как се наричате?“, а Волтер му отговаря: „Волтер! Аз поставям началото на моето име, а Вие приключвате Вашето“. Няколко дни по-късно, докато вечеря у херцога на Сюли, Волтер е извикан на улицата, където е набит с тояги от лакеите на Дьо Роан, който наблюдава сцената от каретата си. Волтер се опитва да се оплаче в полицията, но дори близките му аристократи застават на страната на Дьо Роан. Той дори заявява, че иска да защити честта си с оръжие, което предизвиква всеобщо неодобрение. Семейството на Дьо Роан организира ареста му и на 17 април Волтер отново попада в Бастилията. Освободен е две седмици по късно по условие да напусне страната.
През следващите няколко години Волтер живее в Англия, като престоят там става важна повратна точка в живота му. Научава се да говори и чете на английски и се запознава с произведенията на английските философи Френсис Бейкън, Болинброк, Джон Лок, с математическите теории на Исак Нютон. Силно е впечатлен от Уилям Шекспир, английската наука и английският емпиризъм, но най-силно впечатление оставя у него британската политическа система. Докато във Франция властват печално известните летр дьо каше, „Хабеас корпус“ от 1679 година и Законът за правата от 1689 година защитават английските граждани от властта на краля. По думите му, Англия, тази „нация на философи“, отдава дължимото на истинските величия – тези на духа. След като присъства на погребението на Нютон в Уестминстърското абатство, Волтер отбелязва, че ако Рене Декарт беше умрял в Париж, със сигурност не биха му отредили място в „Сен Дени“, редом с кралските саркофази. Материалното процъфтяване на англичаните също предизвиква възхищението му, в противовес на стопанското изоставане на Франция и архаичността на нейните институции.

### Завръщане във Франция (1729 – 1734)
Своите наблюдения от Англия Волтер излага в книгата си „Писма за Англия“, която отпечатва тайно след завръщането си във Франция през 1734 година. Тази книга бележи истинското начало на френското Просвещение. В нея Волтер представя в благоприятна светлина британската политическа система, идеите на Джон Лок и други английски мислители. Но издаването на книгата предизвиква гнева на френските власти и Волтер отново е заставен да напусне Париж.

### В замъка Сире (1734 – 1750)
Следващите 15 години живее в замъка на приятелката си маркиза дьо Шатле в Сире, Източна Франция. Маркизата го предпазва от непредпазливи действия, които биха му нанесли вреда и неприятности. В Сире Волтер живее до смъртта на маркиза Шатле през 1749 г., като междувременно за по-кратко или по-дълго време живее в Холандия, Брюксел, Горна Лотарингия, Париж, Берлин. През този период от живота си Волтер оформя своите философско-политически възгледи и създава голяма част от произведенията си в областта на философията, историята, създава и някои от своите забележителни трагедии.

### В Прусия и Женева (1750 – 1758)
Една година след смъртта на маркизата Волтер заминава за кралство Прусия по покана на пруския крал Фридрих II. Следващите три години Волтер живее в Потсдам в резиденцията на краля. Отначало се погажда добре с умния и интелигентен Фридрих, но накрая двамата се скарват и през 1753 Волтер напуска Германия. След това, придружен от своята племенница Мари Луиз Миньо, впоследствие мадам Денис, се установява в замъка на Пранжен близо до Женева, където е на сигурно място и няма опасност нито от френски, нито от пруски крале. Младото момиче е не само негова икономка, секретарка и медицинска сестра, но и негова любовница. Поради либералните му възгледи обаче дори Швейцария е малко опасна за него и през 1758 той я напуска.

### Във Ферне и Париж (1758/1760 – 1778)
Около 1760 г. се установява в малкото селце Ферне на границата между Франция и Швейцария. Избира мястото заради стратегическата му близост до Женева и отдалечеността от Париж. Живее в замък, построен от него самия, станал постепенно място за срещи на философи, поети и знаменитости от цяла Европа. Участва активно в обществения живот и развитието на селището близо 20 години, като го превръща в преуспяващо място. Едновременно благородник, фермер, архитект и строител на новия град.
Паметно в историята на 18 век остава участието на Волтер в делото „Жан Калас“. През 1762 г. в Тулуза местните йезуити осъждат на жестока смърт търговеца Жан Калас – протестант, под лъжливото обвинение, че удушил и после обесил собствения си син, защото искал да се прехвърли от бащината си вяра към католицизма. Волтер по неоспорим начин, след като проучва материалите по делото, доказва, че синът се е самообесил или поради умствено разстройство, или защото проиграл на карти значителна сума пари. Тулузките йезуити обаче използват тази семейна драма, за да разгорят ненавист срещу протестантите и успели. При грубо нарушение на закона, при липса на сериозни доказателства Калас бива осъден на страшна смърт – да бъде разчекнат, а след това изгорен. С гняв и възмущение Волтер пише: „И това става в наше време!“. Волтер пише писма, статии, публицистични трактати, обръща се с писмо до парламентарния съд и до краля, докато най-накрая парижкият съд ревизира делото и посмъртно оправдава Жан Калас. Това било тържество на правдата, символ на която бил Волтер, и страшен удар срещу църквата.
През фернейския период от живота си Волтер не е имал достъп в две столици: в Париж го мразел Луи XV, а в Женева – калвинистите. След смъртта на Луи XV през 1774 г. Волтер решава да посети родния си град. През 1778 се завръща в Париж, където присъства на премиерата на новата си пиеса „Ирен“. Никой коронован владетел не е бил така посрещан, както парижани посрещат своя велик съгражданин. Стотици почитатели, между които Бенджамин Франклин, му ходят на гости. Академията го избира за свой директор.

### Смърт (1778)
Умира на 30 май 1778 година в Париж на 83-годишна възраст. Парижкият архиепископ и енорийският свещеник отказват да дадат разрешение за погребение. Повторила се срамната комедия от преди сто години с погребението на Молиер. Волтеровият племенник абат Миньо през нощта тайно пренася тленните му останки в абатството Селиер в Шампания, където служел. През 1791 г., по решение на Националното събрание, при стичане на многохиляден народ, тленните останки на Волтер биват пренесени в Пантеона в Париж.

## Литературно наследство
Литературното наследство на Волтер е голямо и разнообразно. Той е философ, учен, историк, поет (пише лирични произведения, сатири, поеми), романист, драматург и публицист.
Едно от най-забележителните му произведения е неговото универсално „Съчинение за нравите и духа на нациите“, в което Волтер признава, че Европа е само малка част от света и затова отделя на историята на Азия значително място. Също така възприема възгледа, че културната история е, общо взето, много по-важна от политическата. Затова книгата му се занимава повече със социалните и икономическите условия и с развитието на изкуствата, отколкото с кралете и с водените от тях войни.
До голяма степен Волтер заимства идеите си от Джон Лок и Франсис Бейкън, преповтаря ги и ги популяризира. Благодарение преди всичко на неговите произведения идеите за демокрация, религиозна търпимост и свобода на мисълта се разпространяват из цяла Франция, а оттам – и в по-голямата част от Европа. Хапливият му литературен стил, дълголетието и многобройните му произведения му осигуряват по-широка аудитория, отколкото на всеки друг автор.

## Частична библиография
- Философски писма (1734)
- Основи на Нютоновата философия (1738)
- Философски речник (1752)
- Трактат за метафизиката
- Философът невежа

### Поетически съчинения
- Анриада, поема (1723)
- Орлеанската дева, поема
- Поема за земетресението в Лисабон, поема (1756)

### Исторически съчинения
- История на Карл XII (1732)
- Векът на Луи XIV (1751)
- Опит за нравите и духа на народите (1756)

### Повести
- Задиг или Съдбата, повест (1748)
- Кандид или оптимизмът, повест (1759)
- Простодушният, повест (1767)
- Видение на Бабук, повест

### Пиеси
- Едип, трагедия (1718)
- Ирод и Мариамна, трагедия (1724)
- Брут, трагедия в пет действия (1730)
- Заир, трагедия в пет действия (1732)
- Смъртта на Цезар, трагедия
- Алзира, трагедия (1736)
- Le fanatisme, ou Mahomet, в превод: „Мохамед или Фанатизмът“, трагедия в пет действия, написана е през 1736 г., а дебютното представление е в Лил, 25 април 1741, а после и в Париж на 9 август 1742 г.
- Меропа, трагедия в пет действия (1743)
- Танкред, трагедия в пет действия (1760)
- Дон Педро, крал на Кастилия, трагедия в пет действия (1774)
- Софонизба, трагедия в пет действия (1774)
- Ирина, трагедия в пет действия (1778)